# Warmachine
Warmachine est un jeu de guerre avec figurines développé par la société Privateer Press. Chaque joueur y dirige une armée de robots à vapeur, les "warjacks", qui sont dirigés par des magiciens, les "warcaster|warcasters", avec quelques fantassins en soutien.
L'originalité du jeu vient du fait qu'il repose sur un univers d'inspiration steampunk : un monde rétro-futuriste où la technologie travaille de concert avec la magie, le tout dans un univers fantastique comprenant plusieurs races intelligentes. Ce monde, connu sous le nom des Royaumes d'Acier ("Iron Kingdoms") est abondamment décrit dans les différents suppléments du jeu.

## Particularités du jeu
Ce jeu encourage fortement la prise de risques et les tactiques offensives plutôt que la passivité ; cette tendance est résumée dans le livre de règles, « Play like you got a pair » (qu'on pourrait traduire prudemment par « Jouez virilement »).
Chaque joueur joue ses figurines à tour de rôle dans un ordre bien précis. Chaque tour débute par la « phase de contrôle » au cours de laquelle les warcasters récupèrent leurs points de « Focus », c’est-à-dire leur énergie magique.
Vient ensuite « la phase de maintenance », pendant laquelle on peut prolonger les effets de certains sorts d'un tour sur l'autre. Survient alors le moment d'allouer des points de focus aux différents warjacks contrôlés par vos warcasters : les warjacks ne sont pas très autonomes, et leur donner des points de focus leur permettra d'accomplir des actions sophistiquées comme charger, courir, effectuer des attaques supplémentaires, augmenter les chances de toucher ou faire des dommages...
Après cela, le joueur peut commencer à activer ses figurines les unes après les autres : on débute par le mouvement, après quoi on effectue les attaques (à distance ou au corps à corps). Les figurines s'activent une par une. Un tour de jeu est formé d'un round pour chaque joueur.

## Principe
Chaque figurine est vendue avec une carte de référence qui tient lieu d'aide-mémoire : elle récapitule les caractéristiques et les capacités de la figurine (qui peuvent être très variées). Dans le cas des warcasters, des figurines ayant plusieurs points de vie et des warjacks (qui ont un tableau d'avaries spécifique) la carte est pourvue de cases permettant le décompte des points de vie restants.
Le cœur du jeu est très simple : pour la majorité des actions, il suffit de jeter deux dés, d'ajouter le montant de la  caractéristique rentrant en compte et de comparer le résultat obtenu avec le score de l'ennemi. Par exemple, pour toucher une figurine avec une attaque au corps à corps, il faut jeter deux dés, ajouter la ACC de votre figurine et comparer le résultat avec la DEF (défense) de l'adversaire : si le total est au moins égal à cette dernière, l'attaque fonctionne. En cas de touche, la méthode reste la même : jet de deux dés, rajout de la puissance de l'arme et comparaison avec le score d'ARM (armure) de la cible. Chaque point excédentaire est alors converti en point de dommage.
Toutes les figurines ont les statistiques suivantes : le Mouvement, la Force, l'Adresse au Tir (ATD), l'Adresse au corps-à-corps (ACC), la Défense (DEF), l'Armure (notée ARM), et la valeur de commandement (CMDl). Les warcasters ont en plus une valeur de Focus, qui va de 5 à 10 selon le personnage.
Les jets de dés peuvent être influencés par le Focus : en dépensant un point, il est possible de jeter un dé de plus, ce qui suffit à rendre l'action plus aisée, on appelle cette action « renforcer » (booster) un jet de dé. Les points de Focus peuvent être dépensés pour jeter différents sorts,  ou encore régénérer les points de vie d'un warcaster. Une bonne gestion des points de Focus est essentielle pour gagner.
De plus, chaque warcaster a un "feat" (exploit), un pouvoir très puissant qu'il ne peut utiliser qu'une seule fois par partie. L'utiliser intelligemment suffit bien souvent à renverser l'issue du jeu : cela va du glissement de terrain à une éclipse totale sur le champ de bataille, en passant par la résurrection des troupes amies.

## Les factions
Cygnar : la nation la plus prospère et la plus avancée technologiquement des Royaumes d'Acier. De toutes les nations humaines, on peut la considérer comme la plus bienveillante, quoique cela soit en train de changer, puisqu'elle est assaillie de tous côtés par les royaumes limitrophes. La science balistique du Cygnar ne connait pas d'égale et sa maîtrise de l'électricité magique lui permet de griller avec beaucoup de facilité les Cortex (cerveaux artificiels) des warjacks ennemis, ce qui a pour effet de les rendre beaucoup moins efficaces. Un warcaster cygnaréen, Sebastian Nemo, a d'ailleurs conçu un warjack, le Thunderhead, marchant à l'électricité (alors que tous les autres fonctionnent plus ou moins grâce à la vapeur).
 Le Protectorat de Menoth : à l'origine, c'est une théocratie sous le protectorat du Cygnar, créée à la suite d'un schisme religieux particulièrement violent avec ce dernier. Les Menites (fidèles de Menoth, leur dieu froid et impitoyable) se spécialisent dans les bonus de masse et les sorts d'anti-magie. La faction dispose d'un large choix d'infanterie qui va du simple pèlerin grossièrement équipé au paladin monté, en passant par le confesseur capable de récupérer les âmes des fidèles tombés au champ d'honneur. Les feux de toutes sortes sont à la fête, car tous les moyens sont bons pour plonger les impies dans les flammes purificatrices.
Khador : Le Khador est la faction impérialiste à tendance ultra-nationaliste mâtinée d'inspiration soviétique. Leurs warjacks imposants sont en termes de puissance pure et de résistance, les meilleurs du jeu, mais, heureusement, ces avantages sont compensés par un prix élevé au recrutement et une lenteur certaine. Pour pallier le manque de mobilité de ses warjacks, l'armée du Khador peut compter sur ses soldats, très mobiles, disciplinés et hautement entraînés.
Cryx : Empire insulaire cauchemardesque, Cryx est sous la coupe de Toruk, le père de tous les dragons (également autoproclamé Dieu de Caen, le monde de Warmachine). Ses armées de morts-vivants peuvent recruter des effectifs pléthoriques sans grand problème, et les morts ne connaissent pas la peur. La faction est spécialisée dans le transfert de sort : les dévots de Toruk ont énormément d'Arcs Nodaux à leur disposition, des warjacks équipés d'un dispositif magique permettant d'augmenter la portée des sorts. La magie noire des warcasters cryxiens se concentrent sur la diminution des troupes adverses et leur destruction. C'est la faction la plus fourbe du jeu, mais sa résistance s'en ressent vraiment, leur warjack étant de loin les moins solides de tous.
Le Châtiment de Scyrah : La nation d'Ios est l'une des deux nations elfiques de l'Immoren occidental, avec les Nyss. Les Iosiens sont les descendants des premiers Elfes, qui créèrent une brillante civilisation et provoquèrent leur chute en faisant venir les huit dieux du monde éthérée au monde physique. La machine qui permit l'arrivée des divinités Elfes explosa après leur passage, les bloquant tous les huit sur Caen (le monde physique), alors que des cataclysmes magiques ravageaient l'empire de Lyoss. Des siècles plus tard, les dieux Elfes quittèrent la nation d'Ios qu'ils avaient aidée à fonder et structurer, cherchant un moyen de retourner dans le monde spirituel car leurs pouvoirs dépérissaient en Caen. La nation Elfe dépérit ensuite, et lors de l'invasion Orgoth, si elle ne fût pas menacée, elle finit par connaître une grande crise lorsque tous les prêtres du panthéon elfe perdirent leurs pouvoirs et devinrent fous, alors que des bébés Elfes commençaient à naître sans âme. Mais les choses ont fini par changer : Scyrah, la déesse du printemps et de la fertilité du panthéon, est revenue à Ios. Grâce à cet événement, les prêtres de Scyrah, qui avaient formés une organisation illégale appelée le "Châtiment de Scyrah", prirent un plus grand pouvoir et la direction du pays. Les Elfes en sont arrivés à une conclusion : la puissance de leurs dieux a été drainée par les humains après qu'ils ont commencé à utiliser la magie ; ils ont donc décidés d'utiliser la force : ils ont réformé leur armée et se sont mis en marche pour exterminer les magiciens humains, en particulier les Warcasters, afin de sauver leur déesse, alors que d'autres groupes Elfes enquêtent sur le sort des sept autres divinités disparues.

### Mercenaires
Les factions peuvent recruter des mercenaires mais il est aussi possible de jouer une armée entièrement composée de mercenaires en les recrutant au sein de "Contrats" spéciaux, qui confèrent différents bonus en échange d'un certain nombre de limitations précises. Les mercenaires proposent beaucoup de non-humains, comme les nains, les gobbers, les ogruns, les nyss, etc., ce qui n'est pas le cas des quatre factions conventionnelles où l'on ne trouve presque que des humains. Ils ont à leur disposition des warcasters très typés :  on peut citer Magnus le Traître, un warcaster du Cygnar renégat, Gorten Grundback et Durgen Madhammer, deux nains du Rhul, Ashlynn d'Elise, une duelliste du Laell, petit pays allié du Cygnar et récemment envahi par le Khador et, enfin, le capitaine Phineus Shae, un pirate au long cours.
Le fait de savoir si les Mercenaires forment une faction à part entière ou pas était encore il y a quelque temps un sujet de débat parmi les joueurs, mais avec la publication des Contrats, le problème ne se pose plus.

## Les suppléments
La sortie des règles et des nouveaux profils de Warmachine s'effectue par le biais de livres. Il existe à ce jour onze livres de règles pour Warmachine. Seuls trois de ces livres sont disponibles en français (Prime, Escalation, Prime Remix).
- Warmachine : Prime (2003)
- Warmachine : Escalation (2004)
- Warmachine : Apotheosis (2005)
- Warmachine : Superiority (2006)
- Warmachine : Prime Remix (2007) - mise à jour des règles de Warmachine : Prime
- Forces of Warmachine : Pirates of the Broken Coast (2007) - livre d'armée pour l'armée mercenaire Pirate
- Warmachine : Legends (2008)
- Warmachine Mk.II - refonte entière du système prévue pour 2010
- Warmachine : Wrath (2011) - Introduction des battles engines (Machines de guerre)
- Warmachine : Colossals (2012) - Ajouts des colossaux, warjacks de taille supérieure au warjack lourd.
- Warmachine : Vengeance (2014)

Une troisième édition, la mkIII, regroupant toutes les règles des  extensions de la précédente édition, et rééquilibrant fortement le jeu en en changeant certaines, comme celle de la prémesure, la refonte des thèmes forces ou d'importants changements de profils, est paru en 2016.
Le livre de règles est publié en français, ainsi que les cartes de faction, et les règles condensées comprises dans les boites de démarrage.
En mars 2018, Victoria game annonce une relance des traductions des forcebook, décrivant le fluff et les unités de chaque factions de Warmachine et de Hordes, ainsi que les errata des paquets de cartes de faction, avec une échéance pour l'automne 2018.

Warmachine n'est pas le seul jeu de Privateer Press : 
Hordes permet de combattre avec une faction "non technologique" (sauvage) : le système de jeu est entièrement compatible avec Warmachine, mais les interactions entre warlocks et warbeasts sont très différentes de celles qu'un warcaster entretient avec ces warjacks.
Grind est un simili-Blood Bowl dont les règles sont disponibles dans le No Quarter N°10 : une équipe composée exclusivement de warjacks doit pousser une boule cloutée de plusieurs tonnes dans le but de l'équipe adverse. L'action se déroule dans une arène fermée hérissée de pièges en tout genre et tous les coups y sont permis.